# Чернигов
Чернѝгов или Чернѝхив (на украински: Чернігів; на руски: Чернигов; на полски: Czernihów) е град в Северна Украйна, административен център на Черниговска област. Разположен на р. Десна.
Има население от 300 500 жители (2005) и площ от 79 км².
За първи път е споменат през 907 г.

## История
Чернигов е един от най-старите славянски центрове в Киевска Рус. Първото му писмено споменаване е от 907 г. в летописа Повѣсть врємѧнныхъ лѣтъ, но като селище съществува от предния век. Бил е седалище на Черниговското княжество (1024-1263). През 1239 градът е превзет, ограбен и опустошен от монголите. По-късно преминава към Брянското княжество. През 1356 г. Чернигов е превзет от Великото литовско княжество и по-късно става център на Черниговското воеводство в рамките на Жечпосполита. От 1648 е в състава на Казашкото хетманство (Левобрежна Украйна), намиращо се във васално положение на Руското царство. От 1801 г. е губернски център на едноименната губерния на Руската империя. 
През бурните години на Гражданската война властта неколкократно преминава от ръце в ръце. Първоначално, след Февруарската революция (1917), се формира Украинската Централна Рада (съвет), който провъзгласява Украинската народна република. За кратко, февруари – март 1918 градът е окупиран от болшевиките, след което се връща под властта на Украинската народна република. Следва периодът на Втория хетманат (май-декември 1918), а след него – Петлюровската Директория. За кратко в града влизат и войските на ген. Деникин. Окончателно Чернигов пада под съветска власт в края на 1919 година. През 1932-33 г. населението на града, както и в други части на Украйна, е подложено на гладомор.
През ВСВ настъпващата 2-ра армия на вермахта превзема града на 9 септември 1941, съпроводено с масирани бомбардировки, като 70% от сградите и предприятията са сринати. Две години по-късно, в резултат на контранастъпление на Централния фронт на РККА с командир ген. Рокосовски, градът е освободен на 21 септември 1943, но е сринат до основи. Възстановен е до 1968 г.

### Руско нападение над Украйна
По време на руското нападение над Украйна през 2022 година градът, заедно с Киев, Харков, Мариупол и Миколаив, става един от основните обекти на атака през първата фаза на войната. Битката за него започва още от първия ден на нападението, 24 февруари, като постепенно преминава в обсада, която приключва на 4 април с фактическата украинска победа и отстъплението на руските войски от района.

## Личности
- Иван Минков (25 януари 2002 – 26 февруари 2022 г.), бесарабски българин, загинал в боевете за защитата на града от руското нападение над Украйна[1][2][3]

## Други
На Чернигов е наречена улица в квартал „Люлин“ в София (Карта).

## Побратимени градове
Чернигов е побратимен с:
- Гомел, Беларус;
- Меминген, Германия;
- Тарнобжег, Полша;
- Петах Тиква, Израел;
- Габрово, България;
- Храдец Кралове, Чехия;
- Огре, Латвия.

## Изгледи
- Църкви
- Спасо-преображенски събор (XI век)
- Пятницка църква (XII-XIII век)
- Борисоглебски събор (1120—1123 г.)
- Черниговски колегиум (1700 г.) – учебно заведение първо за средно, а впоследствие, и за висше духовническо образование
- Църквата „Св. Екатерина“
- Успенски събор (малко след 1113 г.)
- Елецки манастир

- Имение на благородника Григорий Николаевич Глебов

- Култура
- Областната филармония в Чернигов
- Дом на архиепископа
- Драматичен театър „Т. Г. Шевченко“
- Библиоетка „В. Г. Короленко“
- Черниговски областен художествен музей „Г. П. Галаган“
- Черниговски областен младежки център

- Музеи
- Зданието на полковническата канцелария от времето на Казашкото хетманство (1690-те г.)
- Дом на Николаевското епархиално братство (1912 г.) – днес се намира Черниговският областен филхармоничен център
- Зданието на някогашната гостилня (хотел) „Десна“ (1949 г.) – днес там заседава Търовския съд на Черниговска област
- Сграда на Музея на украински старинни предмети „В. В. Тарновски“ (края на XIX век); след това действа като Черниговска областна библиотека за юноши. На 11 март 2022 г. зданието е било повредено (частично разрушено) в хода на нападателната война на Русия в Украйна.

- Парк
- Парк „Яловщина“